# Кайя, Эльза
Эльза Кайя (фр. Elsa Jeanne Cayat, 9 марта 1960 — 7 января 2015) — французский психиатр и психоаналитик, обозреватель сатирического журнала Charlie Hebdo в Париже, Франция. Она была одной из 12 жертв нападения на Charlie Hebdo и была убита вместе с семью журналистами, ремонтником, одним посетителем и двумя полицейскими. Она была единственной женщиной, работавшей в Charlie Hebdo, которая погибла в результате нападения. Она была одной из двух евреев, убитых во время нападения, вместе с Жоржем Волински.

## Биография
Эльза Кайя родилась 9 марта 1960 года в Сфаксе, Тунис. Отец Эльзы, Жорж Хаят, был тунисским евреем и практикующим гастроэнтерологом, а её мать работала юристом. Семья Эльзы переехала в департамент Венсен в Париже, когда та была ещё младенцем.
Эльза Кайя была партнёршей Паулюса Болтена, дизайнера обуви, и у пары была дочь Гортензия.
Кайя было 54 года, когда она была убита в Париже, столице Франции, 7 января 2015 года. Похоронена в еврейской части кладбища Монпарнас.

## Карьера
Эльза Кайя была психиатром и психоаналитиком, а также обозревателем.
Она получила квалификацию врача в возрасте 21 года, а позже практиковала психиатрию и психоанализ в Париже. Издавала книги по психологии. Её первая книга была опубликована в 1998 году: «Мужчина + женщина = что?». В 2007 году она опубликовала свою вторую книгу «Желание и шлюха: скрытые ставки мужской сексуальности». Кайя также помогла написать главы в книгах «Освоение жизни» и «Опасное детство, детство в опасности?».
Кайя вела раз в две недели колонку «Charlie Divan» (в переводе: «Шарли на диване») в сатирическом журнале Charlie Hebdo. Кайя считала, что может через свою колонку в Charlie Hebdo помочь людям найти смысл в своей личной жизни и преодолеть эмоциональные трудности.

## Смерть
Эльза Кайя получала по телефону угрозы в связи с её религией и работой в «Charlie Hebdo» примерно за месяц до нападения. Кайя продолжала вести свою колонку после угроз, назвав их «словесным мусором». Пациентка Эльзы Кайя сказала: «Она ничего не боялась».
Поскольку сатирический журнал Charlie Hebdo печатал карикатуры на пророка Мухаммеда, он стал мишенью для исламских террористов. 7 января 2015 года братья Саид Куаши, 34 года, и Шериф Куаши, 32 года, открыли стрельбу в офисе Charlie Hebdo. Считалось, что нападавшие были частью иракской джихадистской сети. Двое боевиков пришли на редакционную встречу, убив Эльзу Кайя и других людей. Нападавшие применили автоматы, убив двенадцать человек. После того, как они убили тех, кто был в их списке, они кричали: «Мы убили Charlie Hebdo! Мы отомстили за пророка Мухаммеда!».

## Контекст
Charlie Hebdo — сатирический журнал. Журнал оказался под угрозой из-за того, что создал серию карикатур на Мухаммеда. Также непосредственно перед атакой журнал разместил в Твиттере карикатуру на лидера группировки ИГИЛ Абу Бакра аль-Багдади. Charlie Hebdo пытался показать, что ИГИЛ не победило и никогда не победит. Офису с его рискованными карикатурами много раз угрожали и бросали зажигательные бомбы. Французское правительство пыталось заставить Charlie Hebdo воздержаться от публикации некоторых своих карикатур, но они продолжали публиковать карикатуры из-за своей поддержки свободы слова. Стрелявшие в масках убили только некоторых карикатуристов, которых они призвали, а позже кричали: «Мы отомстили за Пророка».

## Влияние

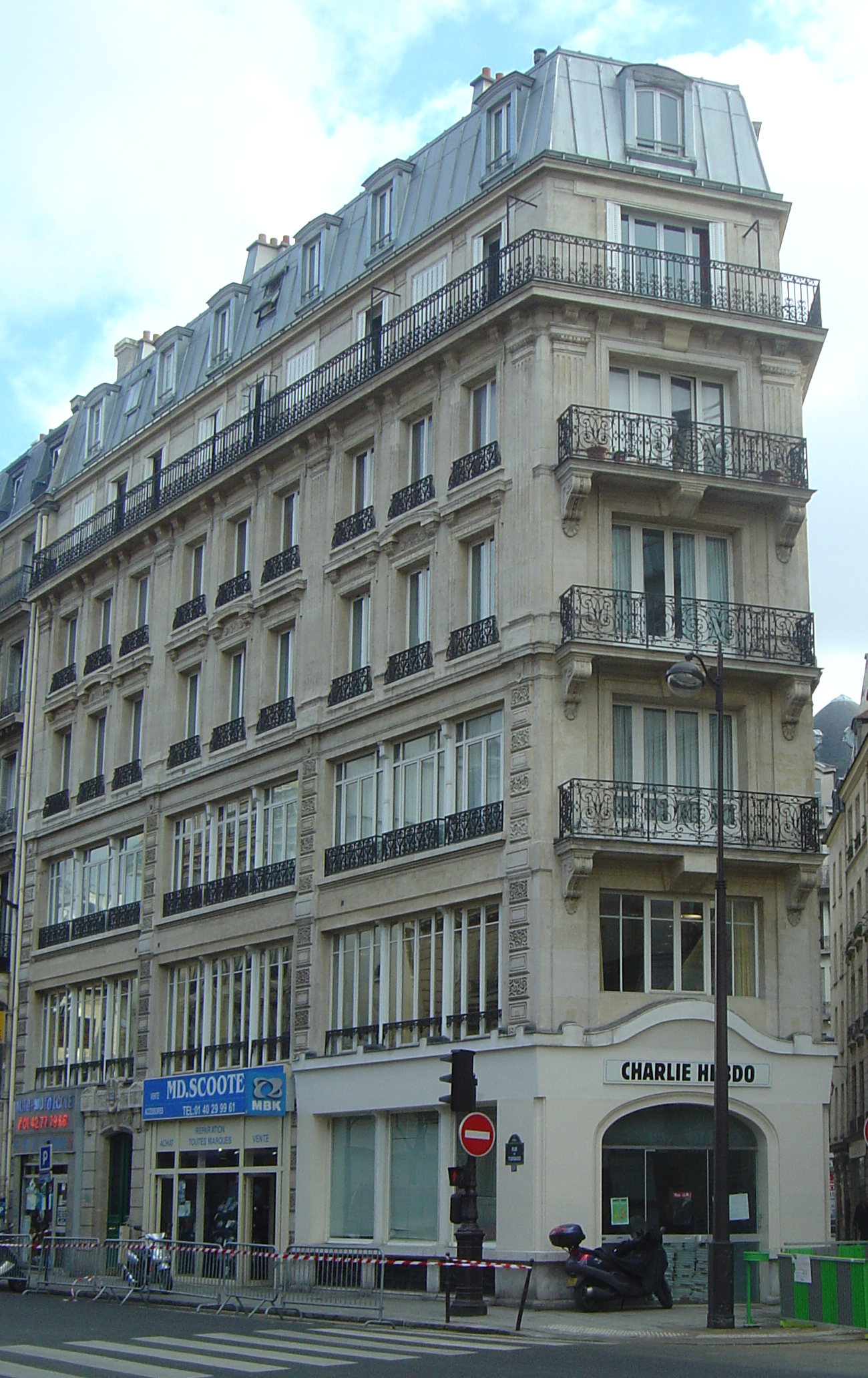
Бывшая штаб-квартира Charlie Hebdo

Среди двенадцати погибших в офисе Charlie Hebdo Эльза Кайя была единственной женщиной из персонала, которая была застрелена.
Семья Кайя считала, что её убили, потому что она была еврейкой, предположения основаны на более ранних телефонных угрозах. За пару недель до расстрела Кайя получила множество анонимных звонков с просьбой уйти и угрозами, что её убьют, потому что она еврейка. В телефонных звонках говорилось: «Вы должны прекратить работать на Charlie Hebdo, иначе мы вас убьём». Её семья сказала, что она отвергла угрозы как «словесный мусор». Ещё одна причина полагать, что она была убита на религиозной почве, заключалась в том, что у стрелков была возможность убить другую сотрудницу, Сиголен Венсон, но они пощадили её, сказав: «Мы не убиваем женщин».

## Реакция
«Je Suis Charlie» (в переводе: «Я — Шарли») стало девизом для тех, кто верит в свободную прессу и поддерживает жертв, убитых в офисе Charlie Hebdo.

## Работы
- 1998: Un Homme + Une Femme = Quoi? (Translated: A Man + A Woman = What?), Paris, Jacques Grancher ISBN 9782228901857
- 2007: Le Désir et La Putain (Translated: Desire and The Whore), a dialogue with Charlie Hebdo journalist Antonio Fischetti[23], Paris, Albin Michel ISBN 9782226179272
- 2015: La Capacité de s'aimer, Paris, Payot ISBN 2228913332

## Награды
В 2015 году она была награждена орденом Почётного легиона.